# Krokus (band)
Krokus is een hardrock & heavy-metalband uit Zwitserland. Ze waren in Noord-Amerika vooral populair tijdens de jaren 80.
De band werd opgericht in Solothurn in 1975 door bassist (en eerste zanger) Chris von Rohr en gitarist Tommy Kiefer. De huidige zanger, Marc Storace, vervoegde de band in 1979.

## Biografie

### Oprichting en doorbraak (1975-1982)
Krokus werd in 1975 opgericht als prog-rockband. Chris von Rohr (de drummer) werd de zanger eind jaren 70, wat zorgde voor de doorbraak van de band in hun thuisland, Zwitserland. Nadat de band eind jaren 70 de muziek van AC/DC hoorde, werd besloten om hun muziekstijl drastisch te veranderen. De band koos voor hardrock met invloeden van die band. Omdat Von Rohr de hoge noten niet kon halen, werd in 1979 Marc Storage aangetrokken. Datzelfde jaar nam de band Metal Rendez-Vous op. Het album werd echter pas in juni 1980 uitgebracht en betekende het begin van hun internationale doorbraak. Krokus was dan ook de eerste Zwitserse band die populariteit verwierf in Amerika. In Zwitserland haalde het album drie keer platinum.
In 1981 bracht de band Hardware uit. Het album werd opgenomen in Roadhouse Studios in Londen. Tijdens de tour die volgde, verliet gitarist Tommy Kiefer de band omdat hij zich niet kon vinden in de muzikale richting die de band koos. Hij werd vervangen door Mandy Meyer. Kiefer overleed op 24 december 1986.